# ウルム大学
ウルム大学（独語: Universität Ulm）は、ドイツバーデン＝ヴュルテンベルク州ウルム市にある大学。

## 概要
1967年創立。設立されている学部は自然科学、工学、医学、数学、経済学のみであり、人文科学は設置されていない。学生数は7000人を超える程度で、ドイツでも小さい大学の一つだが、理系の評判は高く、自然科学では国内ランキングの最上位に位置する（Spiegelのランキングで数学で国内2位など）。2016-2017年の Times Higher Education のランキングでは、世界135位に入っている。
研究と産業の融合を目指しており、ダイムラー、ノキア、シーメンスなどの研究所がキャンパスにある。日本では名古屋大学大学院多元数理科学研究科がウルム大学数学・経済学部と平成11年7月より国際交流協定の締結大学となっている。